# Hassan Shehata
Hassan Shehata (arab. حسن شحاتة, ur. 19 czerwca 1949 w Kafr ad-Dawwar) – egipski trener i piłkarz.

## Kariera piłkarska
Shehata przez 13 lat występował w Zamaleku Kair. W barwach klubu ze stolicy strzelił 88 bramek w lidze (dwukrotny król strzelców ligi), 22 w Pucharze Egiptu i 22 w Afrykańskiej Lidze Mistrzów. Przez 3 lata reprezentował także kuwejcki Kazma Sporting Club.
W reprezentacji Egiptu występował przez 8 lat. Zagrał w 2 turniejach PNA: Egipt 1974 (3. miejsce) i Nigeria 1980 (4. miejsce). Grał w eliminacjach do turnieju w roku 1978, lecz Egipt nie przebrnął kwalifikacji. We wszystkich 3 rozgrywkach zdobył 10 bramek.

## Kariera trenerska
Debiut na ławce trenerskiej zaliczył w młodzieżowej drużynie Zamaleku. Wygrał z tym klubem młodzieżową ligę. Na kolejny sukces musiał czekać do sezonu 1996/1997. Wprowadził wtedy do I ligi klub Menia. Rok później to samo uczynił z Sharqeya. W roku 2000 powtórzył wyczyn z Suez. W 2001 roku objął młodzieżową kadrę narodową. Wygrał z nią Puchar Narodów Afryki i zagrał w ćwierćfinale młodzieżowych Mistrzostw Świata. Potem z Al-Mokawloon wszedł do I ligi, zdobył Puchar i Superpuchar Egiptu. Od 4 lat pracuje z kadrą narodową. Wygrał z nią Puchar Narodów Afryki 2006, Puchar Narodów Afryki 2008 i Puchar Narodów Afryki 2010. 6 czerwca 2011 zrezygnował z posady trenera reprezentacji Egiptu. Na początku 2012 roku został trenerem Zamalek SC.

## Sukcesy

### Jako piłkarz
- Mistrz Egiptu z Zamalekiem 1977/1978
- 3 Puchary Egiptu z Zamalekiem 1974/75,1976/77,1978/79

Indywidualnie
- Dwukrotny król strzelców ligi 1976/77 i 1979/80
- 3 w rankingu Najlepszy Piłkarz Afryki 1974 (według France Football)
- Najlepszy Piłkarz Azji 1970
- Najlepszy Piłkarz PNA 1974
- Najlepszy Piłkarz Egiptu 1976
- Zasługi Dla Egipskiego Sportu 1980

### Jako trener
Egipt
- Puchar Narodów Afryki 2010 – 1. miejsce
- Puchar Narodów Afryki 2008 – 1. miejsce
- Puchar Narodów Afryki 2006 – 1. miejsce
- Młodzieżowy Puchar Narodów Afryki 2003 – 1. miejsce
- Kwalifikacja i awans do 1/4 młodzieżowych Mistrzostw Świata 2003

Mekawleen
- Puchar Egiptu 2003/2004
- Superpuchar Egiptu 2003/2004

Inne
- Awans do I ligi z Menia, Sharqeya i Suez